# Первомайский городской совет (Харьковская область)
Первомайский городской совет — входит в состав Харьковской области Украины.
Административный центр городского совета находится в городе Первомайский.

## Населённые пункты совета
- г. Первомайский

## Ликвидированные населённые пункты совета
- село Сиваш